# Nilflughund
Der Nilflughund (Rousettus aegyptiacus) ist ein fruchtfressendes Fledertier, das zur Familie der Flughunde gehört. Er kommt weitverbreitet in Afrika und  Vorderasien vor.
Nilflughunde wurden erstmals 1810 vom französischen Naturforscher und Zoologen Étienne Geoffroy Saint-Hilaire beschrieben. Er entdeckte sie in der Pyramide von Cheops während Napoleons Ägyptenfeldzug (Bergmans, 1994). Gemäß der morphologischen Systematik gehörten ägyptische fliegende Hunde zur Chiroptera-Gruppe, der Unterordnung Megachiroptera, der Familie Pteropodidae, der Unterfamilie Pteropodinae, dem Tribus Pteropodini, der Gattung Rousettus (Kwiecinski und Griffiths, 1999). Neuere molekulare Studien schreiben diese Gattung jedoch der Unterordnung Yinpterochiroptera und der Überfamilie Pteropodoidea zu (Ao et al., 2007).
Nilflughunde sind mittelgroße Fledertiere mit einer Flügelspannweite von bis zu 60 cm und einem Gewicht von 80–170 Gramm. Die Körperlänge der Männchen variiert zwischen 14 und 19,2 cm, während die Weibchen meist kleiner sind (12,1–16,7 cm). Die Farbe des Rückens variiert von dunkelbraun bis mäßig grau. Das Fell am Bauch ist in mehreren Farbtönen heller (aschgrau). Kurzes Fell bedeckt den ganzen Kopf bis zur Nase. Sexueller Dimorphismus wird nicht in der Farbe beobachtet, aber bei Männchen ist der lange Mantel auf dem Nacken stärker entwickelt und hat den Anschein einer Mähne in rostigem Farbton. Nilflughunde haben ein eher primitives und einfaches Echoortungssystem. Ihre Ohren sind klein, schwarz oder dunkelbraun, der Tragus ist nicht spezialisiert wie bei den Vertretern der Yangochiroptera. Die Nilflughunde besitzen große Augen, die an Dämmerung und Nachtsicht angepasst sind. Die Farbe der Iris ist braun.

## Geographische Verteilung

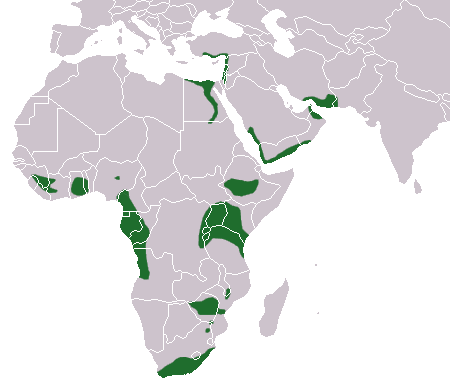
Verbreitungskarte nach IUCN (Stand 2011)

Unter den Flughunden sind die Nilflughunde die am weitesten verbreitete Art. Auf dem afrikanischen Kontinent befinden sie sich nördlich von Angola und Nigeria, östlich von Mosambik, Kenia und Äthiopien. Sie kommen im Niltal bis zur Küste des Mittelmeers vor, sie sind typisch im Nahen Osten bis Zypern und in der südlichen Türkei. Im Osten umfasst ihr Lebensraum den Iran und Pakistan.

## Bedingungen und Lebensräume

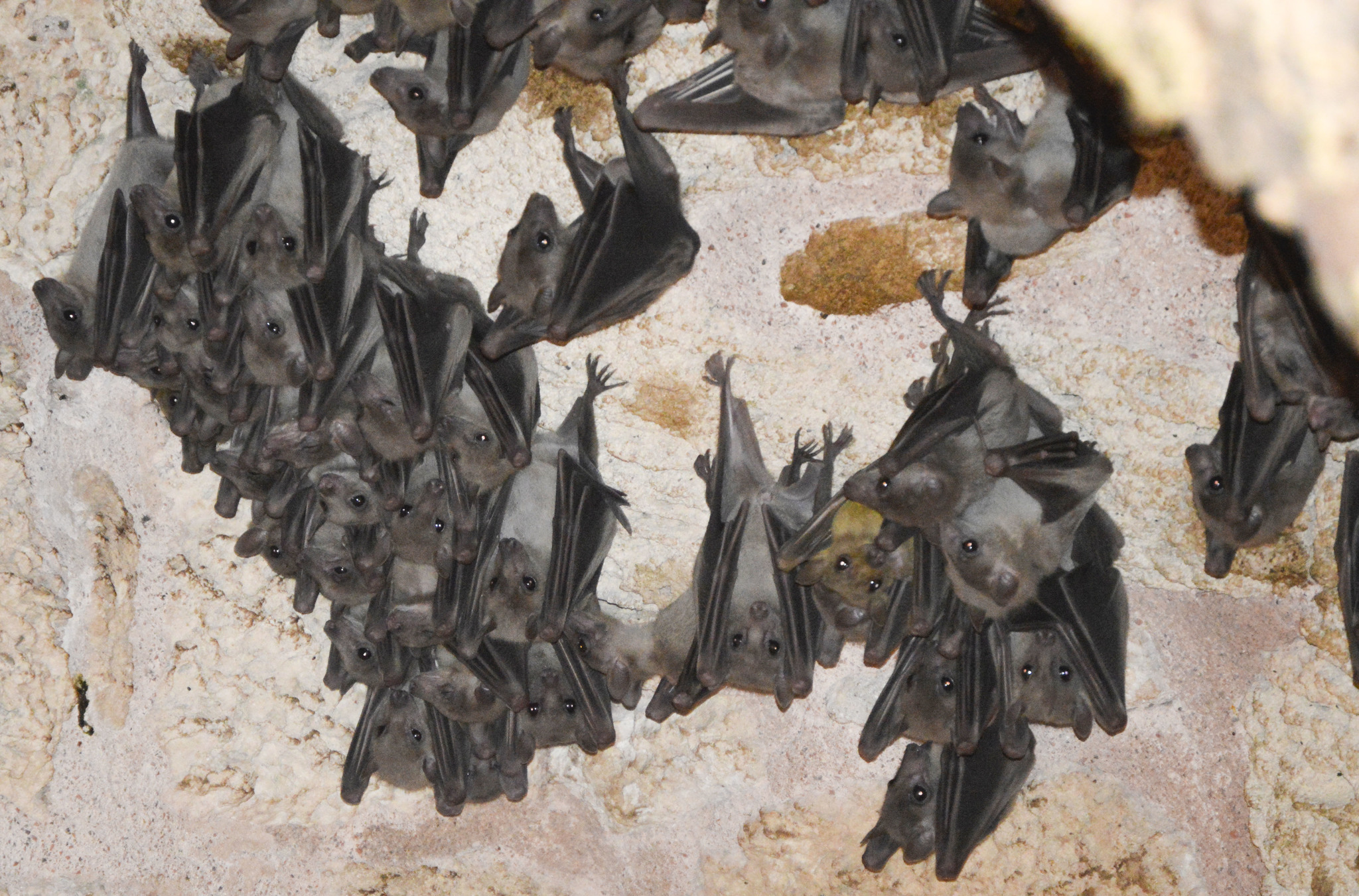
Nilflughunde im Caesarea-Nationalpark in Israel

Ihre Flügel sind sowohl in feuchtem Tropenklima als auch in ariden Regionen, die zwischen 0 und 4000 Meter über dem Meeresspiegel liegen, gleichermaßen gut ausgeprägt.
Die Tiere halten sich tagsüber in Höhlen oder in Gebäuden auf, die von Menschen bewohnt werden. Im Gegensatz zu den meisten anderen fruchtfressenden Fledertieren aus der Superfamilie Pteropodoidea setzen sich die Nilflughunde nicht auf Bäumen und offenen Flächen ab. Sie leben in Kolonien, deren Anzahl von mehreren bis zu Hunderten von Individuen variiert.
Ihre Population ist groß, im Durchschnitt gibt es mehrere hundert Tiere in den Höhlen, in einigen Gebieten gibt es aber bis zu 3.000 Individuen.

## Physiologie
Es gibt mehrere Unterarten, die sich voneinander unterscheiden, einschließlich Schattierungen der Wolle.
Nilflughunde haben einen zweihörnigen Uterus mit einer einzigen Vagina, daher haben sie eine doppelte Schwangerschaft. Nach der Befruchtung der ersten Eizelle in einem Horn der Gebärmutter erfolgt eine zweite Befruchtung mit verzögerter Embryonenimplantation. Wenn das erste Jungtier aus irgendeinem Grund zugrunde geht, wird sich der Embryo aus dem anderen Teil des Uterus aktiv entwickeln. Diese Tatsache wurde durch Beobachtungen bei Tieren in Gefangenschaft festgestellt.
Das Körpergewicht des Neugeborenen beträgt mehr als 20 % des Gewichts der Mutter. Im Vergleich zu anderen Säugetieren ist dieser Anteil außergewöhnlich hoch. Die Jungen der Nilflughunde (Rousettus aegyptiacus) wiegen am zweiten Lebenstag 22,5 g und die Mutter wiegt 127 g (17 % des Muttergewichts), wie der Zoologe Erwin Kulzer 1966 beobachtete. Das Baby wird blind und hilflos geboren, ist aber fähig, die Brustwarze der Mutter zu erreichen und fest daran zu saugen. Der Zeitpunkt des Öffnens der Augen variiert individuell. Manche Babys öffnen am ersten Tag ihre Augen, andere erst am 9. Tag. Die Fläche der Flugmembran ist im Vergleich zu erwachsenen Tieren noch klein, aber in allen anderen Details ist der Flügel bereits vollständig ausgeformt. Charakteristisch sind die Größen des ersten (großen) Fingers am Flügel und die Beine mit Klauen. Für ein Neugeborenes ist dies beim Greifen von entscheidender Bedeutung. Bis zwei Wochen hängt das Baby an der Mutter, klammert sich mit Krallen an die Wolle und hält die Brustwarze fest.

## Ernährung
Ihre Ernährung umfasst eine Vielzahl von Früchten (Bananen, Orangen, Trauben, Mangos, Aprikosen, Pfirsiche, Äpfel, Litchi-Früchte), Blüten, Pollen, selten Blätter.
Nachdem sie Nahrung gefunden haben, suchen sie einen ruhigen Ort auf. Die Nahrung wird beim Verzehr mit einer Hinterpfote festgehalten. Nach jeder Mahlzeit lecken sich die Tiere fleißig.

## Fortpflanzung
Nilflughunde paaren sich das ganze Jahr über, aber in einigen Gebieten (mit einem gemäßigteren Klima) wird eine jahreszeitabhängige Fortpflanzung in natürlicher Umgebung beobachtet. In der Gefangenschaft bringen die Tiere Nachkommen synchron zur Welt. Die Frequenz solcher „Wellen“ beträgt etwa fünf Monate. Der Paarungsinitiator ist das Männchen, der das Weibchen mit den Flügeln packt, es zu sich zieht und ihr Genick mit seinen Zähnen packt. Normalerweise schreit das Weibchen, bis die Kopulation abgeschlossen ist.
Typischerweise bringt das Weibchen ein einzelnes Junges zur Welt.

## Verhalten

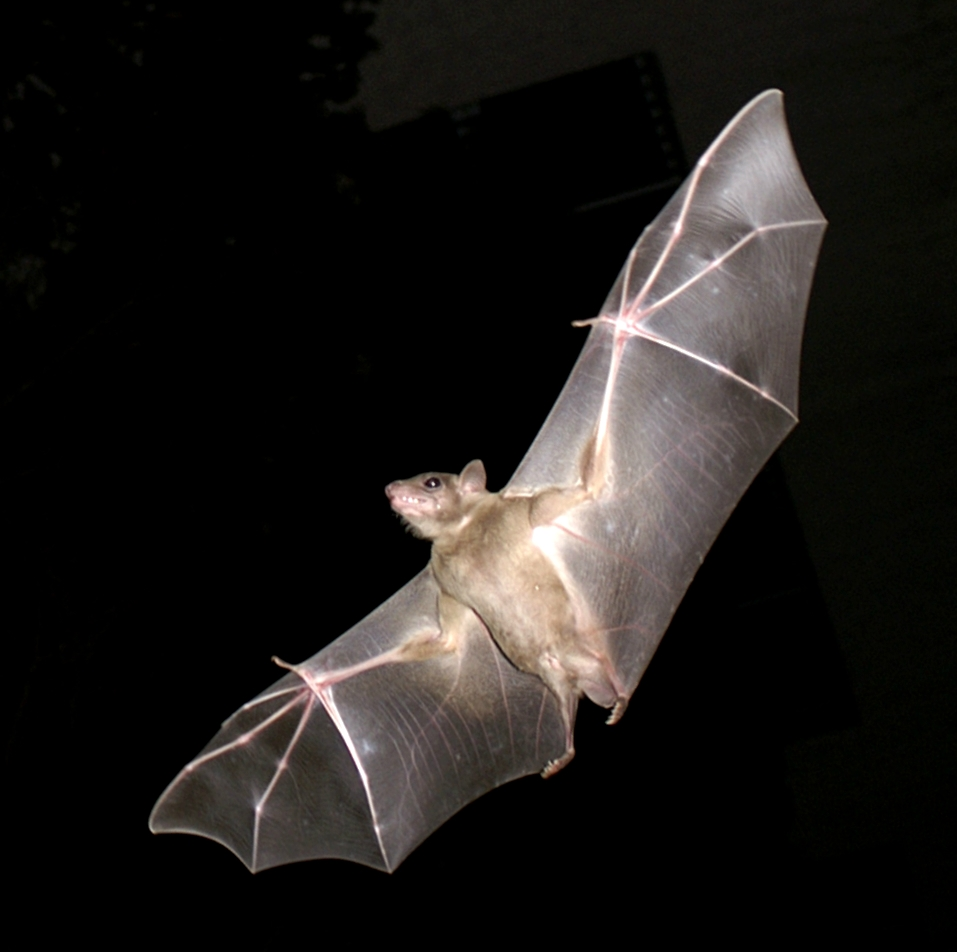
Nilflughund in Israel

Gewöhnlich verlassen die Nilflughunde ihre Unterkunft eine Stunde nach Sonnenuntergang, um nach Nahrung zu suchen. Sie kehren gegen vier Uhr morgens zurück. Bis zum Mittag schlafen oder dösen sie, eng miteinander verknotet. Dann wachen sie auf und bereiten sich auf den Nachtflug vor, sie putzen Flügel und Fell.
Während des Fluges und der Suche nach Nahrung verwenden die Tiere drei sensorische Systeme. Die Augen des Nilflughundes sind genauso gut entwickelt wie bei anderen Arten von Pteropodidae, jedoch hat die Gattung Rousettus als einzige der Pteropodidae, die Fähigkeit der Echolokalisierung erlangt, sodass sie in absoluter Dunkelheit fliegen können. Mit Hilfe der Zunge und der Mundwinkel erzeugen die Tiere eine Reihe von Klicks, die bei der Orientierung helfen. Bei der Nahrungssuche spielt der Geruchssinn eine wichtige Rolle. Mit ihm kann das Tier nicht nur ein fünfzig bis einhundert Milligramm kleines Bananenstück in einem zwanzig Meter langen Korridor erkennen, sondern auch die Qualität und Reife der Früchte beurteilen.
In der Gattung Rousettus ist die postnatale Entwicklung ähnlich. Mütter tragen in den ersten 2–3 Wochen ihre Jungen ständig auf sich. Danach lassen sie die Jungen zunächst nur für wenige Minuten in den Gewölben der Höhle. Fast ständigen Kontakt haben Mutter und Kind bei Rousettus 30–40 Tage. Im Laufe der Zeit verlässt die Mutter ihr Junges für immer längere Zeiträume. Die Jungtiere, die inzwischen Unabhängigkeit gewinnen, beginnen nach mindestens 25 Tagen, sich in der Kolonie durch aktiven Einsatz ihrer Flügel zu bewegen. R. leschenaulti versucht ab 40–55 Tagen nach der Geburt, kurze Strecken plump in einer geraden Linie flattern. Der erste Flug bei R. aegyptiacus im Alter von 63–70 Tagen erfolgt immer während des Tages und wird über die Mutter durchgeführt. Das Weibchen hört nach 60–70 Tagen auf, das Junge mit Milch zu füttern und es wechselt zu Obst. Am 100sten Tag nach der Geburt verlassen die Jungtiere den Bau ihrer Mütter. Sie bleiben zunächst in der Nähe. Völlig unabhängig werden sie nach neun Monaten, wenn sie die Größe und das Gewicht von Erwachsenen erreichen.

## Feinde
Der Hauptfeind ist der Mensch. Natürliche Räuber sind nicht beschrieben worden, aber wahrscheinlich sind Greifvögel wie Falken und Höhlenräuber wie Schlangen. Ihr Nachtleben, ihre Höhlenwohnungen, ihre Flug- und Tarnfarben helfen ihnen, sich vor Räubern zu schützen.

## Ökosystemrolle und Gefährdung
Die IUCN stuft die Art als nicht gefährdet ein und ihren Populationstrend als stabil.
Nilflughunde sind Bestäuber für diejenigen Pflanzen, an denen sie sich ernähren. Aufgrund ihrer fruchtfressenden Ernährung werden die Nilflughunde während der Vegetationsperiode oft als Bedrohung für Obstkulturen angesehen. Plantagenbesitzer und Landwirte insbesondere in Israel, der Türkei und Zypern machen oft Jagd auf die Nilflughunde, um das Risiko von Ernteschäden und Gewinnverlusten zu verringern. In Israel begannen Behörden in den 1950er Jahren Nilflughund-Kolonien zu bekämpfen, indem man ihre Höhlen begaste. Dies führte jedoch auch zu einem drastischen Rückgang der Populationen insektenfressender Fledertiere, sodass die Maßnahmen zur Populationskontrolle um 1987/1988 beendet wurden. In Zypern wurde die Art durch das Ministry of Agriculture, Natural Resources and Environment bereits in den frühen 1900er Jahren als landwirtschaftlicher Schädling zum Töten freigegeben. Durch die Begasung der Höhlensysteme wurden auch hier andere, insektenfressende Fledertiere getötet. In Afrika werden Nilflughunde in einigen Regionen als Nahrungsmittel gejagt.
Der Nilflughund ist in Anh.IV FFH-Richtlinie gelistet und daher in Deutschland nach § 7 Abs. 2 Nr. 14 b) Bundesnaturschutzgesetz streng geschützt.